# Diga di Silvan
La diga di Silvan è una diga della Turchia in costruzione situata nella provincia di Diyarbakır. È parte del Progetto dell'Anatolia del Sud. Si trova sul fiume Tigri.

## Fonti
- (EN) Sito dell'agenzia turca delle opere idrauliche, su www2.dsi.gov.tr. URL consultato l'8 agosto 2011 (archiviato dall'url originale il 20 agosto 2008).